# Serie K

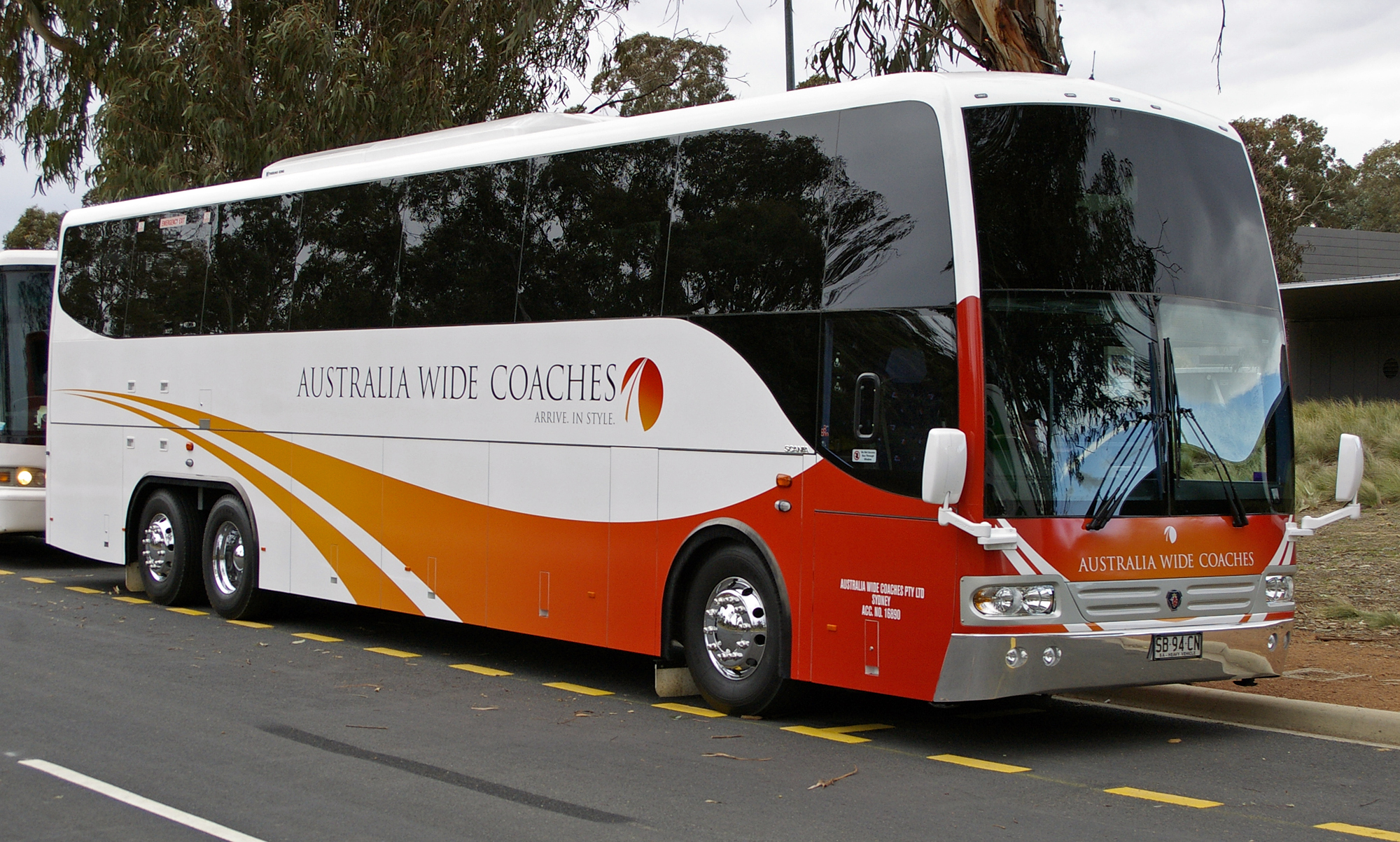
Ejemplo de un autobús de este tipo de serie

La Serie K es un modelo de chasis utilizado en autobuses y autocares de la marca  Scania  con motor montado longitudinalmente en la parte trasera del vehículo empalmando como en el chasis K- (K94, K114, K124) y tipo L (L94) de la serie 4.
La serie K se presentó por primera vez en Busworld 2005 en  Kortrijk,  Bélgica,  modelos que están disponibles desde el año 2006 y son comerciales actualmente.

## Motores
Cuando se introdujo, la serie K estaba disponible con motores de 5 cilindros (DC9) de 8,9 litros (8867 cc) y compatibles con  Euro IV  con una potencia de 230 hp (1050 Nm), 270 hp (1250 Nm) y 310 hp (1550 Nm) ), así como los motores de 11.7 litros (11705 cc) de 6 cilindros (DC12) con una potencia de 340 hp (1700 Nm), 380 hp (1900 Nm), 420 hp (2100 Nm) o 470 hp (2200 Nm), el último es un motor turbocompresor DT12. Para los motores de 5 y 6 cilindros, Scania utiliza sistemas de recirculación de gases de escape (EGR) y de reducción catalítica selectiva (SCR) para cumplir con los estándares legales de emisiones de euros. En 2008, Scania lanzó motores  Euro V  actualizados para cumplir con estas regulaciones. Los motores de 5 cilindros DC9 (posterior DC09) presentaban un diámetro mayor y desplazaban 9,3 litros (9291 cc) en lugar de 8,9 litros. 
Los nuevos motores DC13 cuentan con un mayor diámetro interior y una carrera más larga y, por lo tanto, desplazan 12.7 litros (12742 cc) en lugar de 11.7 litros. Algunos motores también recibieron ligeras mejoras de rendimiento, por ejemplo, el motor DC9 que genera 310 hp (1550 Nm) se actualizó a 320 hp (1600 Nm). Con la introducción de los motores Euro VI en 2013, el DC09 produce 250 CV (1250 Nm), 280 CV (1400 Nm), 320 CV (1600 Nm) y 360 CV (1700 Nm), mientras que el DC13 emite 410 CV (2150 Nm) ), 450 hp (2350 Nm) y 490 hp (2550 Nm).
Los motores Euro III, IV y V todavía están disponibles para los mercados de exportación. Para combustibles alternativos, el 9.3 litros estaba disponible como el motor OC9 CNG con potencias de 270 hp (1100 Nm) y 305 hp (1250 Nm), que desde la introducción de Euro VI fue reemplazado por el OC09 con potencias de 280 HP (1350 Nm) y 340 HP (1600 Nm). El 8.9 litros está disponible como etanol DC9 E02 alimentado con etanol con una potencia de salida de 270 hp (1200 Nm).